# Шмелинг, Карстен
Карстен Шмелинг (нем. Karsten Schmeling; род. 13 января 1962, Хеннигсдорф, Бранденбург) — немецкий гребец, выступавший за сборную ГДР по академической гребле в 1980-х годах. Чемпион летних Олимпийских игр в Сеуле, двукратный чемпион мира, победитель многих регат национального и международного значения.

## Биография
Карстен Шмелинг родился 13 января 1962 года в городе Хеннигсдорф, ГДР. Проходил подготовку в Потсдаме в местном спортивном клубе «Динамо» под руководством тренера Бернда Ландфойгта.
Впервые заявил о себе в гребле в 1979 году, выиграв бронзовую медаль в распашных безрульных четвёрках на чемпионате мира среди юниоров в Москве. В следующем сезоне на юниорском мировом первенстве в Хазевинкеле одержал победу в безрульных двойках.
Первого серьёзного успеха на взрослом международном уровне добился в сезоне 1981 года, когда вошёл в основной состав восточногерманской национальной сборной и выступил на чемпионате мира в Мюнхене, где стал серебряным призёром в рулевых двойках, уступив в финале сборной Италии.
В 1982 году побывал на мировом первенстве в Люцерне, откуда привёз ещё одну награду серебряного достоинства, выигранную в распашных двойках — здесь его команду вновь обошёл только экипаж из Италии.
На чемпионате мира 1983 года в Дуйсбурге стал серебряным призёром в восьмёрках, пропустив вперёд спортсменов из Новой Зеландии.
Рассматривался в качестве кандидата на участие в летних Олимпийских играх 1984 года в Лос-Анджелесе, однако Восточная Германия вместе с несколькими другими странами социалистического лагеря бойкотировала эти соревнования по политическим причинам. Вместо этого он выступил на альтернативной регате «Дружба-84» в Москве, где завоевал бронзовую медаль в программе парных двоек — уступил на финише командам из СССР и Чехословакии.
В 1985 году выступил на чемпионате мира в Хазевинкеле, где взял бронзу в рулевых четвёрках.
На мировом первенстве 1986 года в Ноттингеме обошёл всех соперников в зачёте рулевых четвёрок и получил золото. Год спустя на аналогичных соревнованиях в Копенгагене повторил это достижение в той же дисциплине, став таким образом двукратным чемпионом мира по академической гребле, и дополнительно к этому выиграл серебряную медаль в восьмёрках — пересёк финишную линию позади команды США.
Благодаря череде удачных выступлений удостоился права защищать честь страны на Олимпийских играх 1988 года в Сеуле — в составе экипажа, куда также вошли гребцы Франк Клавонн, Бернд Низекке, Бернд Айхвурцель и рулевой Хендрик Райхер, занял первое место в программе мужских распашных четвёрок с рулевым и тем самым завоевал золотую олимпийскую медаль.
Последний раз показывал сколько-нибудь значимые результаты на международной арене в сезоне 1989 года, когда в распашных рулевых четвёрках финишировал четвёртым на чемпионате мира в Бледе.
За выдающиеся спортивные достижения дважды награждался орденом «За заслуги перед Отечеством» в золоте (1986, 1988).
Помимо занятий спортом служил в Народной полиции, после объединения Германии работал автомехаником.